# Asplenium mourai
Asplenium mourai är en svartbräkenväxtart som beskrevs av Georg Hans Emmo Wolfgang Hieronymus. Asplenium mourai ingår i släktet Asplenium och familjen Aspleniaceae. Inga underarter finns listade.